# Tomáš Kalas
Tomáš Kalas, né le 15 mai 1993 à Olomouc, est un footballeur international tchèque qui évolue au poste de défenseur à Schalke 04.

## Biographie

### En club

#### Sigma Olomouc
Kalas commença sa carrière dans le club de la ville où il a grandi, le Sigma Olomouc.
Il y fit sa première apparition le 5 mai 2010 contre le Slovan Liberec, Olomouc l'emportant 2 à 0.

#### Chelsea
Le 7 juillet 2010, il est transféré à Chelsea pour 5,2 millions de livres.
Il joua son premier match sous les couleurs de sa nouvelle équipe avec l'équipe réserve du club, dans un match contre Aston Villa, le match se terminant sur un score de parité (2-2).

#### Vitesse
En août 2011, il est prêté au club néerlandais d'Arnhem, où il commença très fort son premier match avec une victoire 5-0 contre Roda.
En août 2012, le prêt est renouvelé, et Kalas reste en prêt à Vitesse jusqu'en 2013. Il marque d'ailleurs son premier en Eredivisie, lors d'un match le confrontant à Groningue.

#### Chelsea
De retour des Pays-Bas, il jouera 3 matchs lors de la tournée en Asie du club londonien.

#### Köln
En juin 2014, il est prêté au FC Cologne, où il devrait y rester toute une saison. Il ne joue aucun match pour l'équipe.

#### Middlesbrough
Le 9 janvier 2015, il est prêté à Middlesbrough.
Le 17 juillet 2015, il est prêté de nouveau à Middlesbrough.

#### Fulham
Le 13 juillet 2016, Kalas a rejoint le Fulham en prêt d'une saison, ce qui constitue son cinquième prêt,.
Le 5 août 2016, Kalas a fait ses débuts lors d'une victoire à domicile 1-0 contre Newcastle United. Kalas a bloqué un tir de Matt Ritchie dans les derniers instants du match, aidant ainsi Fulham à conserver un clean-sheet. Kalas a manqué son premier match de championnat le 24 septembre 2016 après avoir subi une blessure aux ischio-jambiers. Le 29 octobre 2016, Kalas est revenu de sa blessure et a marqué son premier but pour Fulham lors d'une victoire 5-0 contre Huddersfield Town. Fulham s'est qualifié pour les playoffs mais a perdu 2-1 sur l'ensemble des deux matchs en demi-finales contre Reading, Kalas concédant le penalty décisif en commettant une main,.
Le 27 juillet 2017, Kalas a signé un nouveau contrat de quatre ans avec Chelsea et est retourné à Fulham en prêt pour une deuxième saison. Il a été expulsé après 39 secondes le 12 août lors d'un match nul 1-1 à Reading pour une faute sur Mo Barrow. Revenant à Craven Cottage pour une deuxième saison, une victoire en finale des playoffs contre Aston Villa lui a permis de réaliser sa deuxième promotion en trois saisons.

#### Bristol City
Le 23 août 2018, il est prêté pour une saison au Bristol City, qui évolue en Championship pour la saison 2018-2019.
Le 1er juillet 2019, il rejoint Bristol City de manière permanente.

#### Schalke 04
Le 26 août 2023, Kalas a signé un contrat de deux ans avec le club allemand de 2. Bundesliga, le FC Schalke 04.

### En équipe nationale
Avec les moins de 17 ans, il participe au championnat d'Europe des moins de 17 ans en 2010. Lors de cette compétition, il écope d'une carton rouge lors d'un match du premier tour contre la Grèce.
Avec les moins de 19 ans, il participe au championnat d'Europe des moins de 19 ans en 2011. Lors de cette compétition, il joue cinq matchs. Il contrinue aux bonnes performances de son équipe en délivrant deux passes décisives lors du premier tour, contre la Roumanie et l'Irlande. Il marque ensuite un but en demi-finale contre la Serbie. La République tchèque s'incline en finale face à l'Espagne après prolongation.
Avec les espoirs, il officie comme capitaine à deux reprises en 2014, contre l'Allemagne et l'Angleterre. Il participe ensuite au championnat d'Europe espoirs en 2015. Lors de cette compétition, il joue deux matchs, contre la Serbie et l'Allemagne.
Le 6 février 2013, il figure pour la première fois sur le banc des remplaçants de l'équipe nationale A, lors d'une rencontre amicale face à la Turquie. Il fait ses débuts officiels le 13 octobre 2015, contre les Pays-Bas, lors des éliminatoires de l'Euro 2016 (victoire 2-3).
Il inscrit son premier but avec la Tchéquie le 26 mars 2018, en amical contre la Chine (victoire 1-4). Il inscrit son deuxième but le 6 juin 2018, en amical contre le Nigeria (victoire 0-1).

## Statistiques
| Saison                | Club                    | Championnat           | Championnat | Championnat | Coupe(s) nationale(s) | Coupe(s) nationale(s) | Compétition(s) continentale(s) | Compétition(s) continentale(s) | Compétition(s) continentale(s) | Tchéquie | Tchéquie | Total | Total |
| Saison                | Club                    | Division              | M.          | B.          | M.                    | B.                    | Comp.                          | M.                             | B.                             | M.       | B.       | M.    | B.    |
| 2009-2010             | SK Sigma Olomouc        | Gambrinus Liga        | 1           | 0           | 0                     | 0                     | -                              | -                              | -                              | -        | -        | 1     | 0     |
| 2010-2011             | SK Sigma Olomouc (prêt) | Gambrinus Liga        | 4           | 0           | 4                     | 0                     | -                              | -                              | -                              | -        | -        | 8     | 0     |
| Sous-total            | Sous-total              | Sous-total            | 5           | 0           | 4                     | 0                     | -                              | -                              | -                              | -        | -        | 9     | 0     |
| 2011-2012             | Vitesse Arnhem (prêt)   | Eredivisie            | 29          | 0           | 8                     | 1                     | -                              | -                              | -                              | -        | -        | 37    | 1     |
| 2012-2013             | Vitesse Arnhem (prêt)   | Eredivisie            | 34          | 2           | 3                     | 0                     | C3                             | 3                              | 0                              | 1        | 0        | 41    | 2     |
| 2013-2014             | Chelsea                 | Premier League        | 2           | 0           | 1                     | 0                     | C1                             | 1                              | 0                              | -        | -        | 4     | 0     |
| 2014-2015             | 1. FC Cologne (prêt)    | Bundesliga            | 0           | 0           | 0                     | 0                     | -                              | -                              | -                              | -        | -        | 0     | 0     |
| 2014-2015             | Middlesbrough (prêt)    | Championship          | 17          | 0           | 0                     | 0                     | -                              | -                              | -                              | -        | -        | 17    | 0     |
| 2015-2016             | Middlesbrough (prêt)    | Championship          | 12          | 0           | 3                     | 0                     | -                              | -                              | -                              | 2        | 0        | 17    | 0     |
| Sous-total            | Sous-total              | Sous-total            | 94          | 2           | 15                    | 1                     | -                              | 4                              | 0                              | 3        | 0        | 116   | 3     |
| Total sur la carrière | Total sur la carrière   | Total sur la carrière | 99          | 2           | 19                    | 1                     | -                              | 4                              | 0                              | 3        | 0        | 125   | 3     |

## Palmarès

### En club
- Middlesbrough
  - Vice-champion de Football League Championship en 2016

### En sélection
- Tchéquie -19 ans
  - Finaliste du Championnat d'Europe en 2011.